# Arielulus circumdatus
Arielulus circumdatus is een zoogdier uit de familie van de gladneuzen (Vespertilionidae). De wetenschappelijke naam van de soort werd voor het eerst geldig gepubliceerd door Temminck in 1840.

## Voorkomen

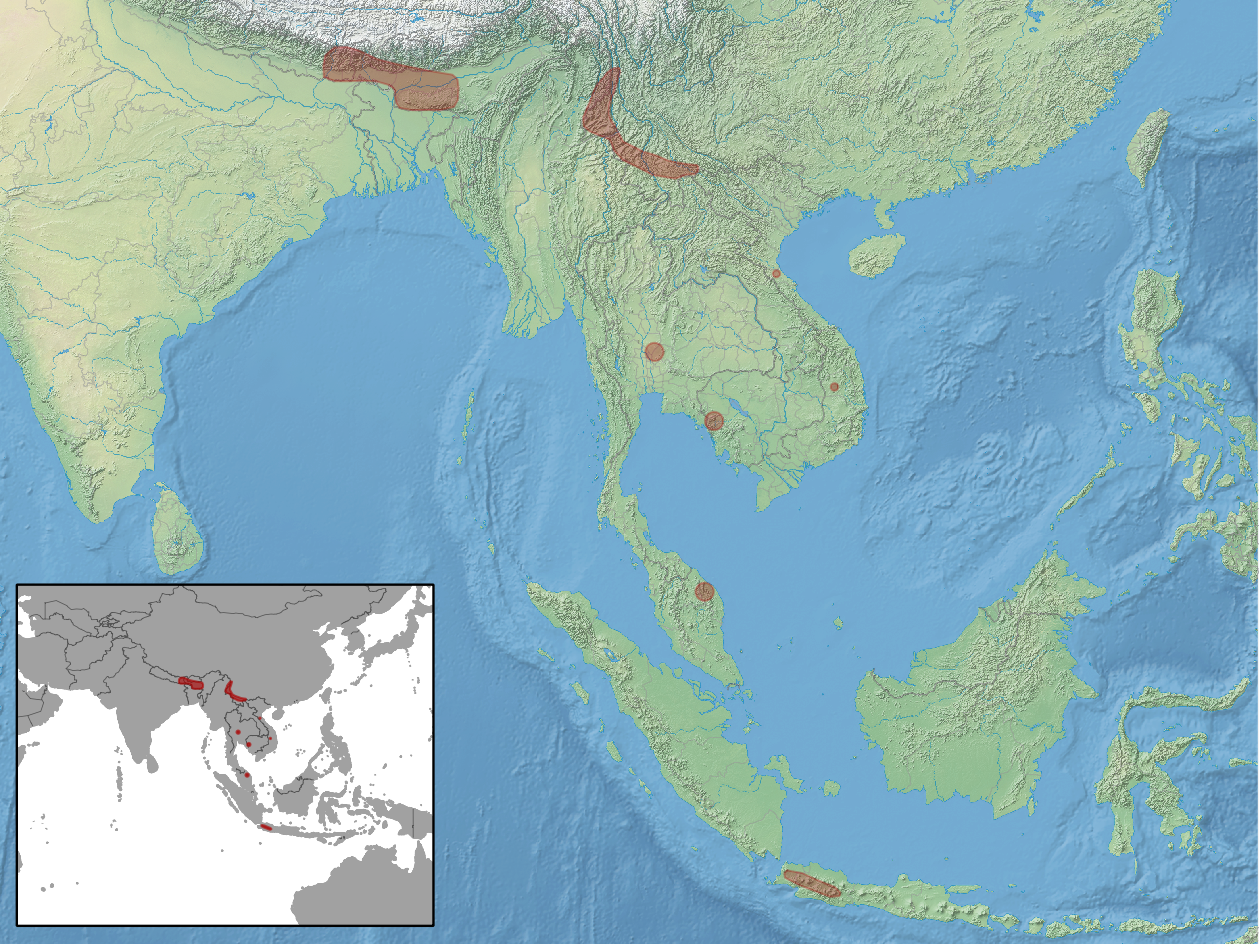
Leefgebied

De soort komt voor in Indonesië, Maleisië, Cambodja, Thailand, Birma, India, Nepal en China.